# Farges-lès-Chalon
Farges-lès-Chalon é uma comuna francesa na região administrativa de Borgonha-Franco-Condado, no departamento Saône-et-Loire. Estende-se por uma área de 3,93 km². Em 2010 a comuna tinha 801 habitantes (densidade: 203,8 hab./km²).